# Wolbrechtshausen
Wolbrechtshausen ist ein Ortsteil des Fleckens Nörten-Hardenberg im Landkreis Northeim in Niedersachsen.

## Geographische Lage
Wolbrechtshausen liegt am westlichen Rand des Leinetals, zwischen Solling und Harz. Durch das Dorf fließt der Fluss Espolde, ein Nebenfluss der Leine. Höchster Punkt des Ortes ist der Höheberg mit 177,4 m ü. NN. Nachbardörfer sind Hevensen, Lütgenrode und Parensen, wobei zu Hevensen eine unmittelbare Nachbarschaft besteht. Das Dorfgemeinschaftshaus wird von beiden Dörfern genutzt.

## Geschichte
Die erste schriftliche Erwähnung aus der Zeit um 1210 ist in einer Abschrift des 13. Jahrhunderts erhalten und nennt den Ortsnamen als Wolbreteshusen. Wie bei den Ortsnamen auf -hausen üblich ist das Bestimmungswort ein Personenname, in diesem Fall ebenso wie bei der Wüstung †Wolbechteshusen bei Gillersheim der Name Waltbrecht, der aus den altsächsischen Worten waldan ‚herrschen‘ und ber(a)ht ‚berühmt, glänzend‘ zusammengesetzt ist. Neben der Ersterwähnung um 1210 findet sich in der Literatur eine weitere, frühere Erwähnung des Ortes. Sie tritt zu Beginn des 12. Jahrhunderts auf und spricht von einer Schenkung Dietrich des Jüngeren von Catlenburg an das von ihm gestiftete Kloster Catlenburg samt allem Zubehör. Diese Schenkung wurde vom Propst Edlern in Nörten bestätigt. Aufgrund von Besitzkontinuitäten wird diese Urkunde in neuerer Literatur jedoch der südöstlich von Gillersheim gelegenen Wüstung Wolbechteshusen zugeordnet. Zu späteren Zeiten wird erwähnt, dass die Herren von Hardenberg im Jahr 1345 im Ort ein großes Vorwerk besessen haben sollen. 1346 schenkte der Ritter Johann von Hardenberg dem Petersstift Nörten 24 Morgen Land vor Wolbrechtshausen, welches er von den Brüdern Johann und Heinrich, Herren von Nörten, gekauft hatte. 1365 besaßen die von Hardenberg im Ort noch 14 Hufen Land, das als Lehen ausgegeben wurde. Das Rittergut in Wolbrechtshausen befindet sich bis heute im Besitz der Grafen von Hardenberg.
Ein Jahrhundert später, um 1486, wütete ein Feuer im Dorf und brannte fast den ganzen Ort nieder. Auch von der Pest blieb Wolbrechtshausen nicht verschont. So wird berichtet, dass 1597 so viele Einwohner an der Krankheit starben, dass nicht mehr genügend da waren, die die Ländereien bewirtschaften konnten. Die erste Schule wurde in Wolbrechtshausen um 1709 errichtet. Da die Bewohner zu der Zeit aber schon einen Organisten unterhalten mussten und für die nun notwendig gewordene Lehrkraft kein zusätzliches Geld vorhanden war, wurde der Lehrer von Wolbrechtshausen in dieser Zeit auch gleichzeitig Organist der Kirche in Hevensen.
Im 19. Jahrhundert waren viele Leineweber in der Ortschaft ansässig. Diese stifteten 1864 eine Leineweberfahne, welche von da an bei den traditionellen Faschingsumzügen mitgetragen wurde. Diese befindet sich aktuell in einer Vitrine im Dorfgemeinschaftshaus. Von der Tätigkeit der Leineweber zeugen noch heute die beiden Weberschiffchen im Dorfwappen von Wolbrechtshausen, das sich der Ort im Jahre 1964 verlieh. Wirtschaftlich war Wolbrechtshausen seit seiner Gründung hauptsächlich von der Landwirtschaft geprägt. Jedoch fanden zu Beginn des 20. Jahrhunderts auch immer mehr Menschen Arbeit in den Industriebetrieben der umliegenden Ortschaften.
Am 1. März 1974 wurde Wolbrechtshausen in den Flecken Nörten-Hardenberg eingegliedert.

## Politik
Der Ortsrat in Wolbrechtshausen setzt sich aus neun Ratsfrauen und Ratsherren zusammen. Bei der Kommunalwahl 2021 ergab sich folgendes Ergebnis und folgende Sitzverteilung:
| Ortsrat 2021Insgesamt 9 Sitze - SPD: 4 - CDU: 5 | Ortsratswahl 2021Wahlbeteiligung: 70,88 % 6050403020100 41,71 %58,29 % SPDCDU |

## Wirtschaft und Infrastruktur
Die lokal ansässige Wirtschaft besteht aus Kleingewerbebetrieben, einigen Freiberuflern und mehreren Landwirten.

### Verkehr
Direkt am nördlichen Ortsrand verläuft die Bundesstraße 446 von Duderstadt nach Hardegsen. An den öffentlichen Nahverkehr ist Wolbrechtshausen mit den Buslinien 181 und 182 der RBB Regionalbus GmbH angebunden. Es gibt dabei zwei Bushaltestellen; eine am Dorfteich und eine tiefer innerorts. Die nächsten Bahnhöfe befinden sich in Nörten-Hardenberg und Hardegsen.

## Kultur und Sehenswürdigkeiten

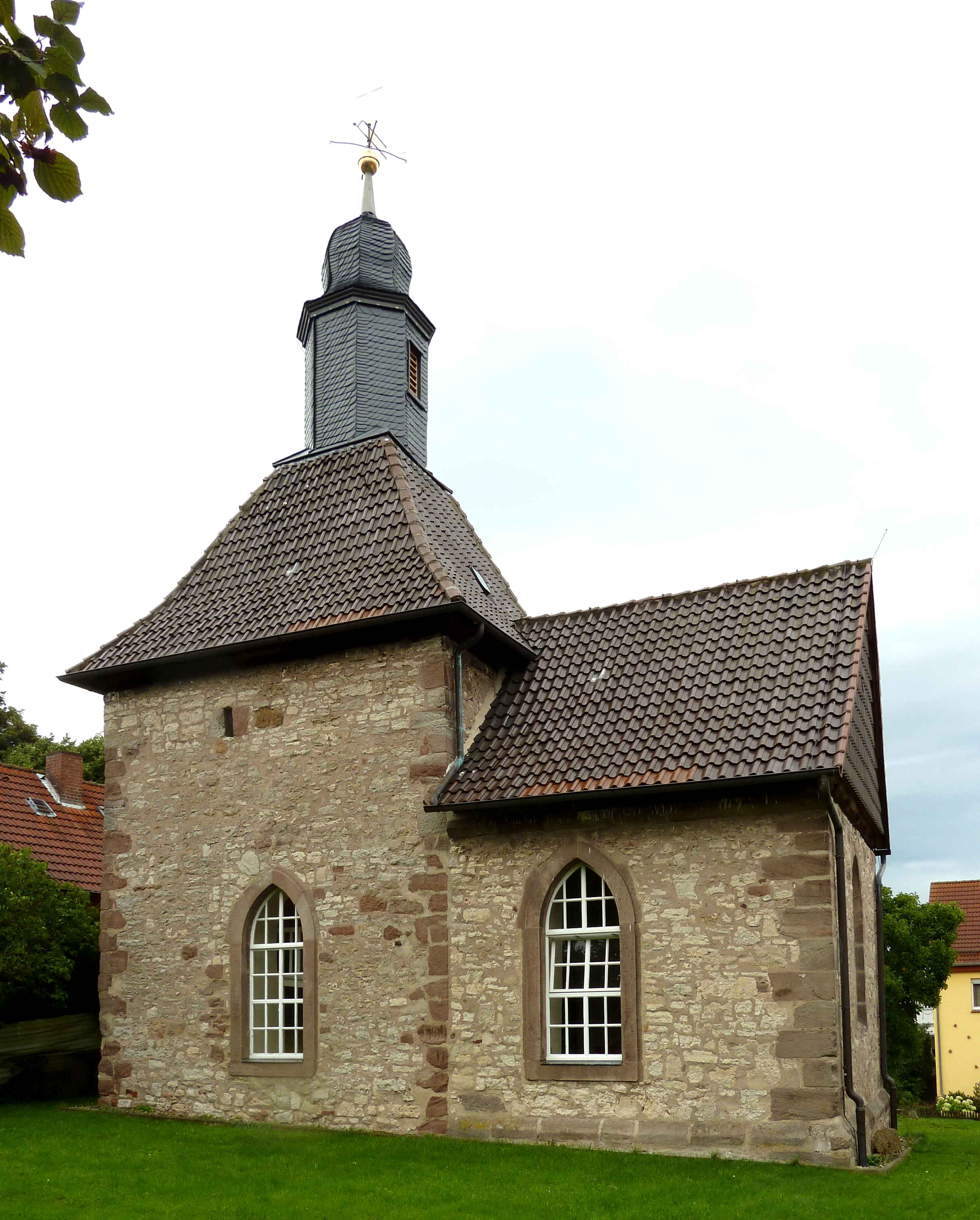
Wolbrechtshäuser Kapelle

### Evangelische Kapelle
Wolbrechtshausen besitzt eine kleine Kapelle, die im 14. Jahrhundert zuerst als Wehrturm errichtet wurde. Wegen der ähnlichen Gestaltung der Mauertechnik ist zu vermuten, dass das einstöckige, ebenfalls quadratische Kirchenschiff nur kurze Zeit später angebaut wurde. So zeigen sich heute das Erdgeschoss des Turms sowie das Langhaus als ein einheitlicher Kirchenraum. In den späteren Jahrhunderten brach man große Spitzbogenfenster ein, sie täuschen über die ursprüngliche Funktion und Größe des Wehrturms hinweg. Dieser war vermutlich höher als er sich heute präsentiert, er besitzt noch die bei Wehrtürmen üblichen Mauerscharten und eine Mauerstärke, die etwa einen Meter beträgt. Im 19. Jahrhundert wurde der Turm erstmals mit Schiefer verkleidet. In dieser Zeit wurden auch die Formate der Fenster verändert. 2016 wurde die zur Kirche führende Treppe ausgetauscht.

### Vereinsleben
Überregional bekannt ist Wolbrechtshausen für seinen Musikverein, der 1919 gegründet wurde. Außerdem gibt es einen Plattdeutsch-Club und einen Förderverein des Dorfgemeinschaftshauses (ehemaliges Schulgebäude). Der Sportverein des Ortes wird in Kooperation mit dem Nachbardorf Hevensen geführt.

### Regelmäßige Veranstaltungen
In Wolbrechtshausen finden jährlich ein Faschingsumzug im Februar  und eine Sportwoche im Juli statt. Außerdem wird jeden September am Dorfteich ein Wettangeln veranstaltet. Der Musikverein richtet zudem in regelmäßigen Abständen Konzerte externer Bands und Orchester aus.

### Naturschutz
Im Zuge der Ortsentwicklung wurden in den letzten Jahren zahlreiche Maßnahmen ergriffen, die dem Schutz der heimischen Tierwelt und der Erholung von Einwohnern und Gästen dienen. So wurde beispielsweise in den 1990er Jahren ein Dorfteich angelegt. Des Weiteren wurden ein Storchennest ein Schwalbenhaus, ein Insektenhotel sowie ein an den Dorfteich angrenzendes Feuchtbiotop geschaffen. Als letzte Maßnahme kam vor ein paar Jahren eine Brutinsel für Eisvögel hinzu.

## Personen, die mit dem Ort in Verbindung stehen
- Wilhelm Lambrecht (* 3. August 1834 in Wolbrechtshausen; † 17. Juni 1904 in Göttingen), Mechaniker und Unternehmer